# 约瑟夫·尤尔卡宁
约瑟夫·尤尔卡宁（捷克語：Josef Jurkanin，1949年3月5日—），捷克男子足球运动员，司职中场。他曾代表捷克斯洛伐克国家队参加1970年国际足联世界杯，结果队伍止步小组赛阶段。